# Schroederichthys
Schroederichthys és un gènere de peixos de la família dels esciliorrínids i de l'ordre dels carcariniformes.

## Taxonomia
- Gat de boca estreta (S. bivius) (Müller & Henle, 1838)[1]
- Schroederichthys chilensis (Guichenot, 1848)[2]
- Gat de cua fina (S. maculatus) (Springer, 1966)[3]
- Schroederichthys saurisqualus (Soto, 2001)[4]
- Schroederichthys tenuis (Springer, 1966)[3][5][6][7][8][9][10]